# Typophyllum lacinipenne
Typophyllum lacinipenne is een rechtvleugelig insect uit de familie sabelsprinkhanen (Tettigoniidae). De wetenschappelijke naam van deze soort is voor het eerst geldig gepubliceerd in 1917 door Enderlein.